# Afrixalus vittiger
Afrixalus vittiger är en groddjursart som först beskrevs av Peters 1876.  Afrixalus vittiger ingår i släktet Afrixalus och familjen gräsgrodor. IUCN kategoriserar arten globalt som livskraftig. Inga underarter finns listade i Catalogue of Life.